# Hydromanicus punctosalis
Hydromanicus punctosalis är en nattsländeart som beskrevs av Wolfram Mey 1996. Hydromanicus punctosalis ingår i släktet Hydromanicus och familjen ryssjenattsländor. Inga underarter finns listade i Catalogue of Life.